# Televoto
Il televoto è un sistema di votazione effettuato attraverso il telefono, o per estensione, attraverso SMS via telefono cellulare, e in tempi recenti anche attraverso Internet. Si tratta di un sistema principalmente utilizzato in ambito televisivo, per permettere al pubblico di esprimere le proprie preferenze o il proprio parere nel merito di una trasmissione televisiva ed è particolarmente usato nel decretare il vincitore di concorsi o giochi.

## Storia
Le prime applicazioni del televoto risalgono alla prima metà degli anni novanta: l'Eurovision Song Contest è stato uno dei primi concorsi canori ad adottare tale sistema di votazione per decretare il vincitore del concorso, sostituendolo alla giuria, per poi varare nel 2009 un formato 50-50; i singoli paesi possono decidere se consentire il voto attraverso chiamate, messaggi o entrambi i sistemi. In Italia il televoto è stato affiancato per la prima volta ai voti della Giuria Demoscopica e della Giuria di qualità per decretare il vincitore del Festival di Sanremo. Particolarmente associati al concetto del televoto sono i reality show, che di puntata in puntata decretano il concorrente da eliminare o quello che vincerà proprio attraverso i voti inviati dai telespettatori attraverso telefono o SMS.

## Funzionamento e critiche
Il televoto viene appaltato dalla produzione della trasmissione televisiva a società esterne esperte nella gestione di SMS e telefonate, che si preoccupano di immagazzinare ed elaborare i dati ricevuti. In Italia il costo di un televoto è solitamente di circa un euro (nel 2016 sceso a 0,50 per Sanremo ed ESC), ed è teoricamente riservato ai soli maggiorenni, benché non siano possibili controlli in tal senso. La metà degli incassi resta all'operatore telefonico. Il 18% va alla società di elaborazione, quello che resta viene diviso tra rete tv (7%), produttore dello show (13%) e titolare del format (10%).
Uno dei principali limiti nell'utilizzo del televoto è rappresentato dalla possibilità del singolo votante di inviare un notevole numero di voti, con il rischio di alterare i risultati del televoto. Per esempio, in una intervista concessa a Striscia la notizia, l'agente Lele Mora confessò di avere investito circa 25.000 euro in televoti per permettere al suo cliente Walter Nudo di vincere il reality show L'isola dei famosi. Per evitare questo rischio, alcuni programmi come l'Eurovision Song Contest hanno posto un limite ai voti che ogni utenza può inviare. In ogni caso non esistono accorgimenti tecnici tali da arginare l'uso del televoto da parte di call center, cosa che la RAI, dopo una multa inflitta dall'Antitrust nel 2011, deve ricordare in ogni occasione che lo preveda.
Operatori in questo settore sono Mediaset che cura parte dei suoi concorsi in proprio. I principali sono la Neo Network di Giorgio Gori, la Amuser di Stefano Barbolini, la Fascino di Maria De Filippi. Altri operatori minori sono Zeng, Acotel, Tjnet, Buongiorno e Dada. L'Unione europea di radiodiffusione invece affida la raccolta dei voti dell'ESC alla tedesca Digame e a un partner tecnologico diverso ogni anno.